# Rue Louis-François-Lejeune
La rue Louis-François-Lejeune est une voie de Toulouse, chef-lieu de la région Occitanie, dans le Midi de la France.

## Situation et accès

### Description
La rue Louis-François-Lejeune est une voie publique. Elle se situe dans le quartier de Compans-Caffarelli.
La chaussée compte une seule voie de circulation automobile en sens unique, de l'allée de Barcelone vers le boulevard Lascrosses. Elle appartient à une zone de rencontre et la circulation y est limitée à 20 km/h. Il n'existe ni bande, ni piste cyclable, quoiqu'elle soit à double-sens cyclable.

### Voies rencontrées
La rue Louis-François-Lejeune rencontre les voies suivantes, dans l'ordre des numéros croissants (« g » indique que la rue se situe à gauche, « d » à droite) :
1. Allée de Barcelone
2. Rue Lancefoc
3. Rue Ville-d'Avray (g)
4. Rue Jean-de-Lordat (g)
5. Boulevard Lascrosses (g)
6. Boulevard Armand-Duportal (d)

## Odonymie

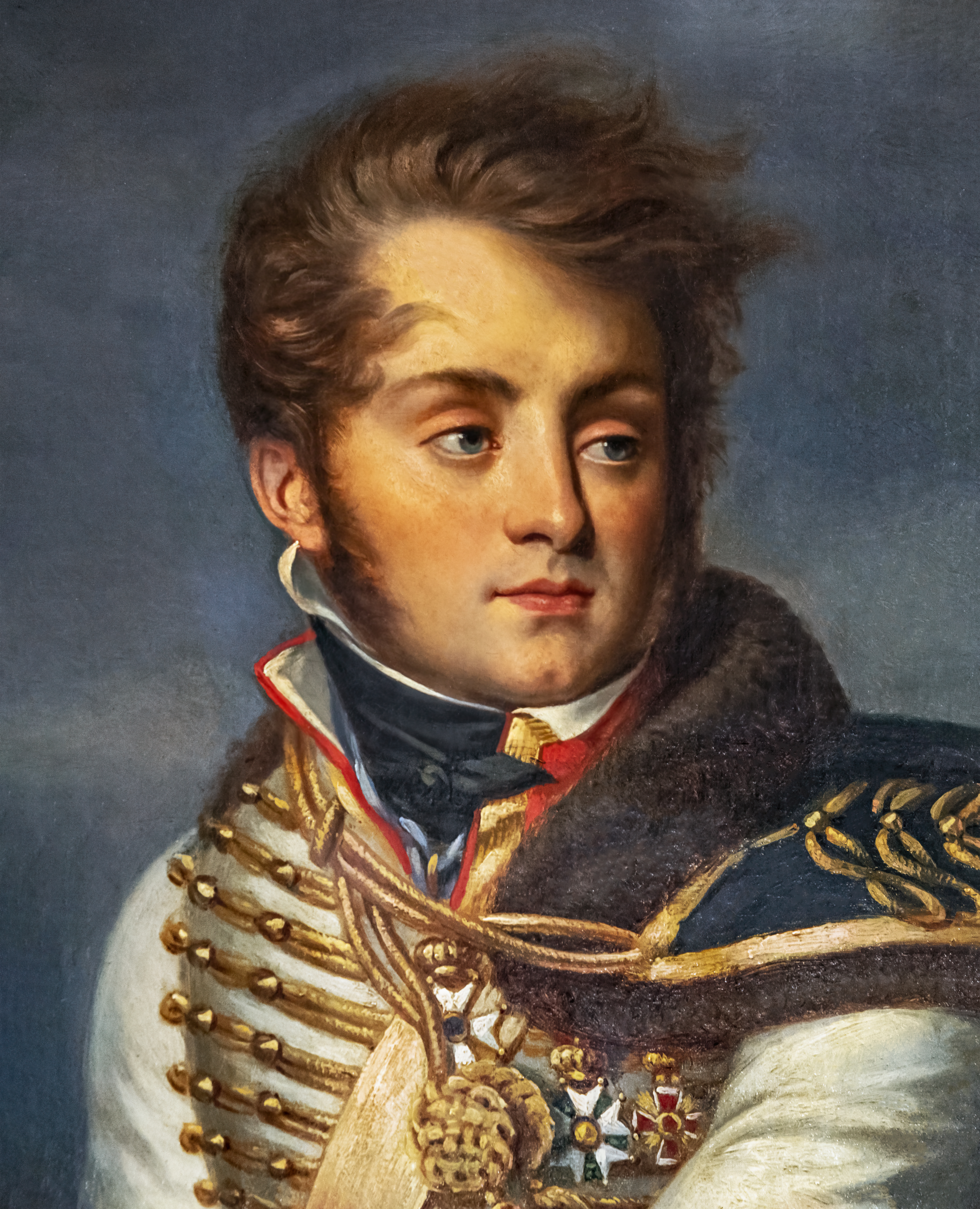
Portrait de Louis-François Lejeune par Constantin Prévost (1847, École supérieure des beaux-arts de Toulouse).

La rue est nommée en hommage Louis-François Lejeune (1775-1848). Né à Strasbourg, il est reçu en 1789 à l'académie royale de peinture et de sculpture, mais en 1792 il se porte volontaire. Il participe ainsi aux campagnes de la Révolution, puis de l'Empire, et atteint le grade de général. En 1810, il est fait baron d'Empire, mais en 1813, il quitte l'armée et revient à la peinture. En 1821, il épouse Louise Clary, nièce de Julie Clary, l'épouse de Joseph Bonaparte, et de Désirée Clary, reine de Suède par son mariage avec Jean-Baptiste Bernadotte. En 1837, il devient directeur de l'École des beaux-arts et de l'industrie de Toulouse et, entre juillet et décembre 1841, il assure provisoirement la direction municipale de la ville. Il meurt à son domicile (emplacement de l'actuel centre culturel Bellegarde, no 17 rue Bellegarde), mais il est inhumé à Paris, au cimetière du Père-Lachaise.
La rue Louis-François-Lejeune succède à un ancien chemin rural, simplement désigné au XVIIe siècle comme le chemin de la Porte-du-Bazacle-à-Arnaud-Bernard, puisqu'il allait de la porte du Bazacle (emplacement au-devant de l'actuel no 12 quai Saint-Pierre) à la porte Arnaud-Bernard (emplacement de l'actuel no 13 place Arnaud-Bernard).

## Patrimoine et lieux d'intérêt

### Lycée des métiers Sainte-Marie de Saint-Sernin
Le lycée des métiers Sainte-Marie de Saint-Sernin est lycée professionnel privé catholique sous tutelle diocésaine. C'est en 1965 qu'est ouverte l'institution Sainte-Marie-de-Saint-Sernin, qui compte une école primaire et un collège d'enseignement technique pour filles, auprès de l'école Saint-Jude (actuelle institution Sainte-Marie-de-Nevers, no 16 rue Pouzonville et no 20 rue Jean-Baptiste-Merly).

### Immeubles et maisons
- no  2 bis : maison Laporte (début du XXe siècle)[5].
- no  4 : maison (1934, Edmond Pilette)[6].
- no  9 : maison (deuxième quart du XXe siècle)[7].
- no  22 : maison (1925, Joseph Gilet)[8].
- no  30 : maison (deuxième moitié du XXe siècle)[9].
- no  35 : maison toulousaine (premier quart du XXe siècle)[10].
- no  37 : immeuble (deuxième moitié du XIXe siècle)[11].
- no  43 : maison (deuxième quart du XXe siècle, Joseph Gilet)[12].